# Óblast de Kirovogrado
La óblast de Kirovogrado es un óblast (provincia) situado en el sur de Ucrania. Su capital es Kropyvnytsky. Tiene una superficie de 25.588 km², que en términos de extensión es similar a la de Cerdeña. Su población en 2013 alcanza los 991.609 habitantes.

## Historia
A principios de nuestra era, los emli de la óblast moderna fueron los primeros en ser poblados por los escitas. En la Edad Media, durante la época de Rus de Kiev, aquí vivía la tribu eslava oriental de los Ulychi. En la Edad Media, durante la época de Rus de Kiev, aquí vivía la tribu eslava oriental de los Ulychi.
Después de la liberación de la antigua Rus de Kiev de los tártaros en la Batalla de las Aguas Azules y la unificación de estas tierras con el Gran Ducado de Lituania, se hizo necesario proteger las fronteras sureste de los ataques del Kanato de Crimea y Moscovia, afirma que Se formaron después del colapso de la Horda de Oro a finales del siglo XV.
Para ello, Dmitro Vishnevetski fundó el primer Sich de Zaporiyia en la isla de Khortytsia, surgiendo así los cosacos ucranianos. Los cosacos ucranianos fundaron muchas aldeas en el territorio de la óblast moderna. Estas tierras estuvieron bajo el dominio de los cosacos ucranianos de la región de Hetmanato y la Sich desde el siglo XV al XVIII.

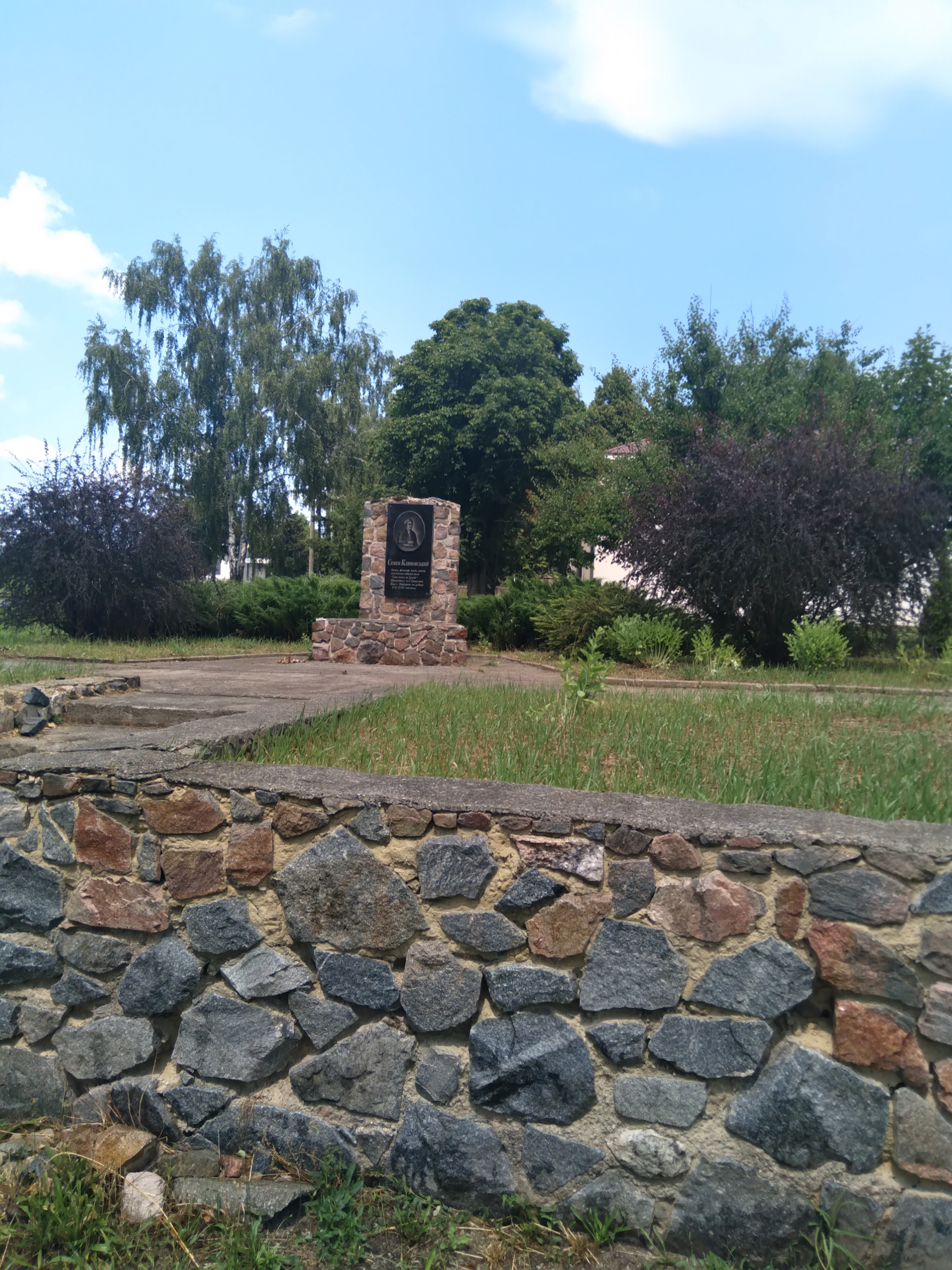
Monumento al autor de la famosa canción popular "Un cosaco cabalgó" Semen Klymovskiy en el pueblo de Moshoryne

Entre 1752 y 1764, la óblast de Kirovogrado era un territorio de la Rusia Imperial llamado Nueva Serbia, y existió en esta zona con una sede administrativa en Novomýrhorod. Como resultado de la destrucción de la Sich y la esclavización de los ucranianos por parte del gobierno ruso a finales del siglo XVIII, estas tierras quedaron bajo el dominio directo de Rusia.
En años de la Guerra de independencia de Ucrania (1917-1921), esta región estuvo bajo el poder de varias formaciones políticas, pero en 1922, después de la derrota de la República de Jolodnoyarsk, que también operaba aquí en el territorio de la Selva Negra, en las afueras del norte de Znamianka, el poder soviético finalmente se estableció aquí.
Durante las represiones soviéticas y Holodomor, más de 40.000 residentes de la región fueron asesinado.  
. La óblast fue creado como parte de la República Socialista Soviética de Ucrania el 10 de enero de 1939.
Durante la Segunda Guerra Mundial, la óblast estuvo bajo ocupación nazi de 1941 a 1944 y fue liberada como resultado de la Ofensiva de Kirovogrado. Cerca de Známyanka se encontraba el mayor centro del movimiento partisano soviético en Óblast de Kirovogrado. Lukia Stachenko (1879-1973) es muy conocida por los habitantes de la ciudad. Ella era una civil, apoyó la lucha contra los nazis y los colaboradores locales con alimentos y también realizó una serie de actos heroicos ella misma, a pesar de su edad.
En 2016, dos años después del inicio de la agresión rusa en el este de Ucrania, el centro regional, Kirovogrado, pasó a llamarse en honor al dramaturgo y actor de teatro ucraniano Marko Kropivnitski.

## Principales ciudades
- Blahovishchenske
- Bóbrinets
- Dolinska
- Haivoron
- Kropivnitski
- Malá Viska
- Novomýrhorod
- Novoukrainka
- Oleksandría
- Pomichná
- Svitlovodsk
- Známyanka